# Stardust (banda)
Stardust foi um supergrupo francês de música house composto pelos produtores Thomas Bangalter, Alan Braxe, e Benjamin Diamond. 
Em um esforço colaborativo, lançaram o icônico single "Music Sounds Better With You", de 1998, sendo a única música do grupo, e uma das faixas mais influentes do gênero.
Depois disso, Braxe, e Diamond seguiram carreira solo, enquanto Bangalter continuara os trabalhos do Daft Punk.

## Biografia
O Stardust foi formado inicialmente como um projeto paralelo. Na época, Alan Braxe, que trabalhava como músico no gênero house e se preparava para uma futura apresentação no Rex Club em Paris, pediu o apoio de seus amigos Bangalter e Diamond para a criação de seu set. Durante as sessões que antecederiam a apresentação de Braxe, o grupo criou, por acaso, a faixa que ficaria conhecida como "Music Sounds Better With You", finalizada em meados de 1998.
Antes disso, Alan Braxe, já havia produzido alguns remixes, tendo lançado alguns singles sob seu próprio nome. Bangalter por sua vez, já atuava no Daft Punk, juntamente com Guy-Manuel de Homem-Christo.
Usando um sample recortado da faixa "Fate" de Chaka Khan, Alan Braxe produziu a base musical enquanto Bangalter trabalhou nos arranjos e na mixagem, enquanto Benjamin Diamond, que era amigo de Braxe, contribuiu como vocalista e co-produtor.  
Posteriormente, o trio afirmou que a música foi criada de maneira descontraída, e que a canção não foi criada para ser um sucesso, e que não havia planos para ser lançada.
"Music Sounds Better With You" alcançou a segunda posição no Reino Unido, ficando por duas semanas em 1º lugar na Billboard dos Estados Unidos. A música ainda recebeu um videoclipe dirigido por Michel Gondry.
Depois do projeto, Bangalter, Braxe e Diamond não trabalharam mais juntos em novas produções. Diamond e Braxe retomaram suas carreiras solo, e Bangalter, retornou ao Daft Punk, ao lado de Guy-Manuel de Homem-Christo.

## Legado
Inicialmente lançada pela Roulé, gravadora de Bangalter, "Music Sounds Better With You" foi relançada pela Virgin Records, que posteriormente fez uma oferta a Bangalter para produzir um novo álbum com o retorno do Stardust. O grupo porém não prosseguiu com o projeto, tendo sido produzidas entre cinco e seis faixas demo que não foram lançadas.
Em 2006, o grupo Daft Punk em uma turnê ao vivo, apresentou um mashup de “Music Sounds Better With You”, e o single “One More Time”, que foi incluído como uma faixa bônus no álbum Alive 2007.  A música também foi incluída na trilha sonora do videojogo Grand Theft Auto V, em 2013.
Em 2018, os membros de Stardust reuniram-se novamente para relançar uma versão remasterizada do single em comemoração aos seus 20 anos de lançamento. A versão foi disponibilizada em vinis com unidades limitadas, e também disponibilizada nas plataformas online de streaming.

## Integrantes
- Thomas Bangalter — guitarra, produção, composição, mixagem.
- Alan Braxe — produção, composição, mixagem.
- Benjamin Diamond — vocais, composição.

## Singles
- "Music Sounds Better with You" (1998)